# Chlorophorus eckweileri
Chlorophorus eckweileri är en skalbaggsart som beskrevs av Holzschuh 1992. Chlorophorus eckweileri ingår i släktet Chlorophorus och familjen långhorningar. Inga underarter finns listade i Catalogue of Life.